# حدث إعلامي

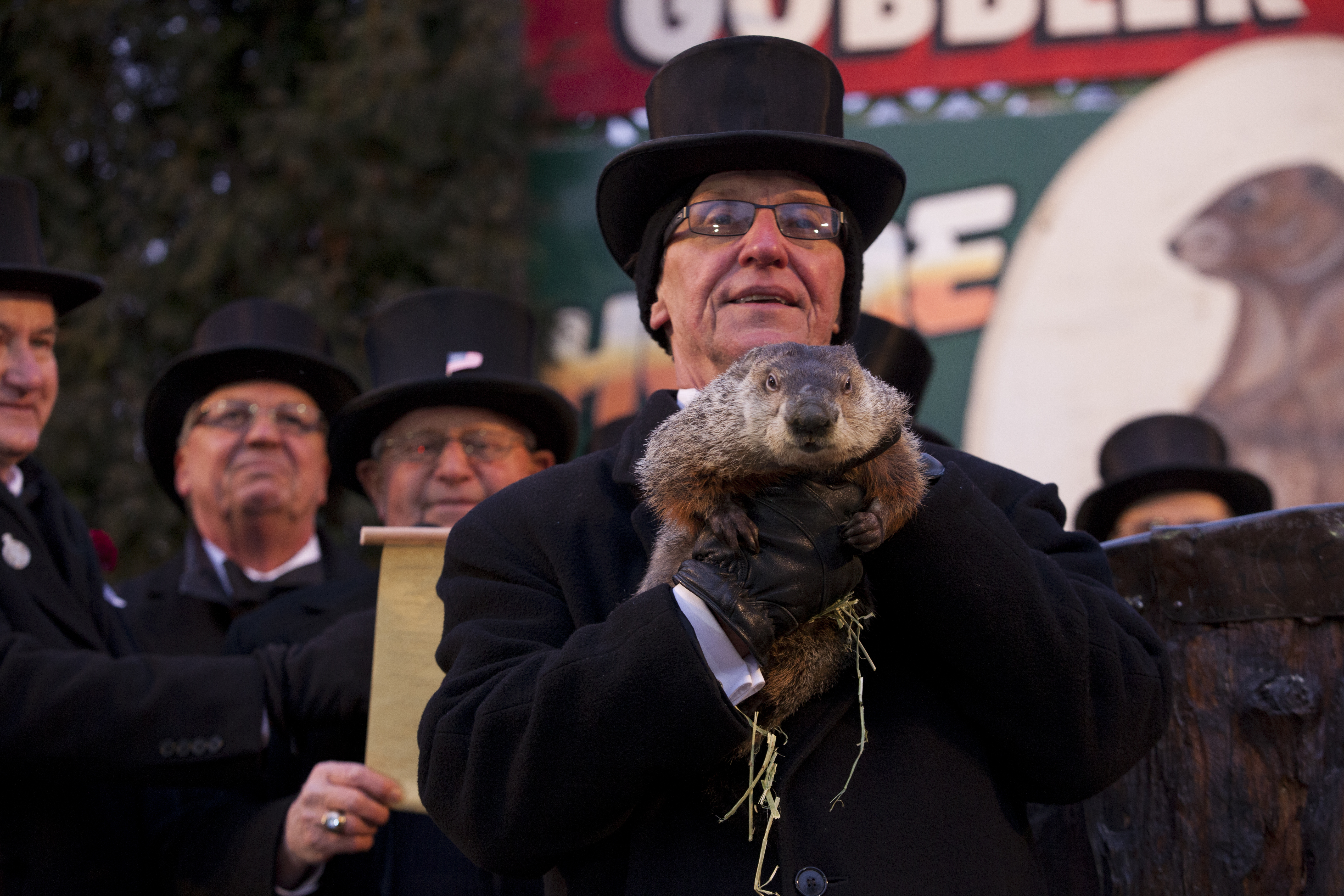

الحدث الإعلامي هو فاعلية أو نشاط يوجد لغرض محدد من أغراض الدعاية الإعلامية. ويمكن أن يشمل أيضًا أية فاعلية تتم تغطيتها في الإعلام أو ظل يتذكرها الإعلام لفترة طويلة. قد تتركز الأحداث الإعلامية حول إعلان الأخبار، أو الذكرى السنوية لإنشاء شركة، أو مؤتمر صحفي كاستجابة لحدث إعلامي هام، أو أحداث تم التخطيط لها مثل الخطب أو المظاهرات.

## معلومات تاريخية
وضع مصطلح الحدث الزائف المُنظر والمؤرخ دانيال جيه بورستين في كتابه الصادر عام 1961 تحت عنوان الصورة: دليل الحدث الزائف في أمريكا: (The Image: A Guide to Pseudo-events in America): «يقام الاحتفال وتلتقط الصور الفوتوغرافية] وتقدم التقارير الصحفية بغزارة». ويرتبط المصطلح ارتباطًا وثيقًا بفكرة الواقع المتشعب وبالتالي ما بعد الحداثة، وعلى الرغم من المصطلح الذي وضعه بورستين يسبق الفكرتين السابقتين بعقود والأعمال ذات الصلة الخاصة بمفكرين ما بعد الحداثة مثل جين باودريلارد.
من أجل تمييز الاختلافات بين الحدث الزائف والحدث التلقائي يذكر بورستين خصائص الحدث الزائف في كتابه تحت عنوان «التاريخ الخفي». ويقول إن الأحداث الزائفة هي: درامية ومخطط لها ويمكن تكرارها ومكلفة ويتم التخطيط لها بطريقة فكرية واجتماعية وتتسبب في أحداث زائفة أخرى ويجب على الفرد أن يعرف عنها لكي يعد «مطلعًا».
لقد بحث عدد من الفنانين في مجال فن الفيديو المفهوم الخاص بالحدث الزائف في أعمالهم. ولعبت جماعة مستعمرة النمل بشكل خاص باستخدام الأحداث الزائفة، على الرغم من عدم تحديد ذلك بشكل كبير في أعمالهم «حرق الإعلام» (1975) و«الإطار الخالد» (1975).

## الأنواع
يعقد غالبًا المؤتمر الصحفي عندما يكون لدى أحد المنظمات إعلان ما وتريد أن يحصل عليه الصحفيون في وقت واحد. الأحداث الشخصية قد تتضمن المقابلات، وطرح الأسئلة، والعرض مع الشرح.
تعتبر عملية التقاط الصور نوعًا من أنواع الأحداث الإعلامية، بحيث يتم ترتيب الحدث لغرض واحد فقط وهو التقاط الصور لوسائل الإعلام.
قد يتم التخطيط للاحتجاج بشكل حصري تقريبًا بغرض جذب اهتمام الإعلام لمشكلة أو قضية.
العروض أو الخطب المخطط لها مثل تلك الخاصة بأرباح الشركات أو خطاب الرئيس الخاص بحالة الاتحاد تعد شكلاً من أشكال الأحداث الإعلامية.

## أمثلة تاريخية
تم وصف الرحلة الخاصة بمسمار تثبيت السكة الحديد الذهبي (Golden Spike) في قمة برومونتوري، يوتا عام 1869 بأنها واحدة من أولى الأحداث الإعلامية في الولايات المتحدة. والبعض الآخر يقول إن الأحداث الإعلامية بدأت في أربعينيات القرن العشرين والعقود اللاحقة، حيث قدم التليفزيون والمذياع الدورة الإخبارية في نفس اليوم. وأدى ظهور الإنترنت إلى نشر العديد من القصص الإعلامية على الهواء مباشرة من الأحداث الإعلامية، وتغطية تويتر اللحظية، والتحليل الفوري للأحداث الإعلامية التليفزيونية. «من أحداث 11 سبتمبر إلى الحرب على الإرهاب: مخاطر إرث بوش» تم تعريف أحداث 11 سبتمبر 2001 بوصفها حدثًا إعلاميًا دبر له الإرهابيون من أجل استخدام الصحافة لزرع الخوف في الشعب الأمريكي.